# Galepsus damaranus damaranus
Galepsus damaranus damaranus es una especie de mantis de la familia Tarachodidae.

## Distribución geográfica
Se encuentra en Angola, Congo y Namibia.